# Kraljestvo Champa
Champa (tudi Aman, kmersko ចាម្ប៉ា, vietnamsko Chăm Pa) je generični izraz za zgodovinsko politično-kulturno mrežo dominionov avstronezijsko govorečega prebivalstva, ki živi v današnjem Južnem Vietnamu, zlasti Chamov. Lokalni napisi in kitajsko-vietnamski viri so posredovali pomembne informacije o kraljestvu Champa. Svoj razcvet je kraljestvo doseglo v 9. in 10. stoletju.
Chamsko piratstvo in lov na sužnje so zabeležili na sosednjih obalah. Ta dejanja so nato naletela na kaznovalne ekspedicije in kasneje na srednjeveško politiko osvajanja (»Namt tien«) Vietnamcev, ki so v sodobnem času sčasoma skoraj popolnoma asimilirali Chame.

## Izvor in skupnosti
Po prevladujočem mnenju so prebivalci Champa (Cham, Rhade, Jarai) prišli čez južna morja v prazgodovini  in so bili etnično in jezikovno uvrščeni med Malajce in Polinezijce. Kultura Sa Huynh velja za predhodnico železne dobe. Vendar pa je jezik Chamov prepreden s številnimi izposojenimi besedami, zlasti iz sanskrta, kmerščine, vietnamščine, kitajščine in tamilščine. Oblačila, videz in materialna kultura Chamov so v bistvu ustrezali pramalajcem, tj. prednikom Malajcev, ki so se priselili iz južne Kitajske v 3. tisočletju pr. n. št.: bombažna oblačila, lasje, uhani, nenavadna čistoča, razširjena uporaba parfumov.
Očitno je nastajanje države na območju chamskih naselbin potekalo obotavljajoče in etapno. Sporno je, ali je imela partikularistična tradicija morskih nomadov vpliv. V zgodnjih dneh Champa je obstajalo več vzporednih centrov s svojimi vladarji, ki so med seboj sklepali ohlapna zavezništva, torej državno organizacijo lahko najbolje razumemo kot etnično, versko, politično in komercialno mrežo. Partikularistična politična organiziranost je bila pogojena tudi z topografijo, tj. njihova država je bila sestavljena iz ozkih dolin in strmih gorskih pobočij ter brez dobrih pristanišč, kar je oteževalo integracijo.

## Politični centri
V začetku 10. stoletja je bilo pet provinc Cham: Inđrapura (med Deò Ngangom in Huế), Amaravati (blizu Huế in Đà Nẵnga), Vijaya (blizu Qui Nhơna), Kauthara (blizu Nha Tranga) in Pan Duranga (med Phan Rankom). in Phan Thiết).

### Lin-yi
Prvič, v zadnjih letih dinastije Han (ok. 192) se je Khu Lien (v kitajskih zapisih imenovan Qu Lián (區連)), sin lokalnega sodnika, na jugu poveljstva Je Nan postavil za kralja »Lin-yi« (vietnamsko Lâm Ấp).
Središče Lin-yija naj bi bilo blizu današnjega Huếja, morda v Long Tho  južno od reke Huong. Arheološki dokazi ali napisi Lin-yi so ohranjeni skoraj izključno v kitajsko-vietnamskih virih. Danes posamezni avtorji domnevajo, da so prebivalci Lin-yija prvotno pripadali mon-kmerskim ljudstvom oziroma da njihovo ozemlje sploh ni identično današnjemu Vietnamu, temveč delu regije Mekong. Deset drugih majhnih kraljestev naj bi bilo južno od Lin-yija na obali.
Lin-yi je plenil Hane in se bojeval na mejah dve stoletji in pol. S svojimi ozkimi dolinami pa je lahko preživljalo le majhno število ljudi, visoki gorski grebeni pa so še otežili komunikacijo med Chami. Vendar pa so poleg riža gojili tudi sladkorni trs, bombaž, poper in druga zelišča. Najpomembnejše blago pa so bili sužnji. Že leta 248, po propadu vzhodne dinastije Han na Kitajskem, so bili dovolj močni, da je napadli kitajski mejni provinci Jiaozhi in Jiuzhen. Po Shuijing Shuju (6. stoletje) ga je leta 446 uničila kitajsko-vietnamska ekspedicija. Kitajci so pod generalom T'an-Ho-chejem izdelovali leve iz papirja in bambusa, s katerimi so lahko prestrašili sovražne bojne slone in s tem dosegli prepričljivo zmago.
Med letoma 758 in 877 so kitajsko-vietnamski kronisti prenehali uporabljati izraz Lin-yi in namesto tega uporabljali izraz Huan-wang, ki se je najverjetneje nanašal na jug (tj. Kauthara in Panduranga). Nato je prišel izraz Chan-ch'eng, tj. mesto Champa ali Champapura; in od tod beseda champa.

### Indrapura
Po odpravi 446 je nastalo sosednje središče Đà Nẵng v današnji provinci Quảng Nam, znano tudi kot Indrapura. Ta regija je znana po svoji arhitekturi, kipih in napisih v sanskrtu in chamu. Arheološka najdišča so Đồng Dương, svetišče Mỹ Sơn in Trà Kiệu (primer arhitekture Cham).
V Mỹ Sơnu je Bhadravarman I. (c. 399-413) dal zgraditi »Prvi tempelj«, od katerega obstajajo samo ostanki. Bhadravarman je tudi najzgodnejši chamski kralj, zapisan pod svojim sanskrtskim imenom, in ustanovil je boga Bhadresvaro, zasebno različico Šive. V tem času (4. stoletje) se zdi, da so prebivalci regije govorili chamski jezik (npr. napisi v arhaičnem chamskem jeziku, podobni kraljevem sanskrtom). »Prvi tempelj« je kasneje uničil požar in ga je ponovno zgradil kralj Sambhuvarman (Fan Fan-che, vladal okoli 595–629).
V času kralja Sambhuvarmana (Fan Fan-che) so Kitajci pod generalom Liu Fangom zasedli državo v pričakovanju bogatejših davkov, vendar je niso mogli učinkovito upravljati (605).
Leta 875 je Indravarman II. Indrapura (vladal okoli 875–898) ustanovil novo dinastijo. Medtem ko se je kult Šive nadaljeval, je Indravarman predstavil tudi budizem. Naslednji kralji so delali kot gradbeniki in zgradili npr. B. Mỹ Sơn.
Indrapuro je leta 982 osvojil Vietnamec Lê Hoàn (vladal 980–1005), kralj iz zgodnje dinastije Le, ki se je odzval na prejšnji napad Chamov, potem ko je kralj Chamov Paramesvaravarman dal zapreti njegove veleposlanike. Paramesvaravarman je v vojni izgubil življenje in njegov naslednik Indravarman IV. je moral nato pobegniti iz prestolnice. Vietnamci so uničili prestolnico in med Chami je izbruhnila državljanska vojna. Leta 989 je Harivarman II. obnovil kraljestvo Champa in poslal tribut Kitajski.
Takrat se je začela širitev »Vietnama« (ki je od Kitajske neodvisen od leta 938) proti jugu (Nam tien) v kombinaciji z okupacijo in obdelovanjem države s strani Vietnamcev. Obstajajo dvoumne indikacije glede nadaljnje pripadnosti regije Quang Nam, najverjetneje so bili chamski kralji tam aktivni še do poznega 12. stoletja.

### Vijaya
Od 11. do 15. stoletja kralje Champa vietnamski kronisti locirajo v regijo Qui Nhon, tj. v Vijayi. Yan Pu Ku, naslednik Harivarmana II., je namreč okoli leta 1000 tja preselil prestolnico iz Indrapure.
Mesto so v 11. stoletju dvakrat osvojili Vietnamci. Leta 1043 je kralj Jaya Sinhavarman II. poslal nekaj ladij, da bi plenile vietnamsko obalo, prav tako pa ni hotel plačati davka cesarju Phat Maju (vladal 1028–1054). Leta 1044 je Vietnam poslal svojo floto in uspel je zdrobiti nič hudega sluteče Chame. Kralj je bil ubit, prestolnica osvojena. Leta 1068 se je zgodovina ponovila pod chamskim kraljem Rudravarmanom III. († 1074), ki je bil ujet in je moral odstopiti nekatera področja na severu.
Naslednji kralj Harivarman IV. (vladal 1074–1081) je bil uspešnejši. Odbil je Vietnamce in zadal velike poraze tudi Kmerom. Leta 1076 je v zavezništvu s Kitajci in Kmeri napadel Vietnam, vendar ni dosegel uspeha. Dal je tudi obnoviti Indrapuro.
V 12. in zgodnjem 13. stoletju so državo večkrat osvajale vojske kmerskega cesarstva, ki je vzpostavilo suverenost nad chamskimi kralji. Potem ko je kralj Champa prekinil zavezništvo s Suryavarmanom II. (vladal 1113–1150), so Kmeri leta 1145 napadli in zavzeli prestolnico. Kljub temu so Chami ostal dejavni: kralj Jaya Harivarman I. (1149 v Vijayi) je postal znan po verskih obdarovanjih in spodbujanju učenjakov, od katerih je eden postal naslednji kralj. Leta 1177 je celo kmerska prestolnica Angkor začasno padla v roke Chamov. Toda že leta 1190 so se Kmeri (kralj Jayavarman VII., vladal 1181 – ok. 1220) maščevali in uspeli premagati in ujeti Jaya Indravarmana IV. (vladal 1167–1190). Leta 1203 je chamski princ Vidyānandana poskušal strmoglaviti kmersko oblast. Šele z zatonom kmerskega imperija je bila Champa okoli leta 1226 obnovljena.
Invazija na Kitajsko dinastije Juan leta 1283 je ostala epizoda. Njihov razlog je bil, da se ostareli kralj Indravarman V. (vladal 1266-88) ni hotel osebno pojaviti na cesarskem dvoru, njegov sin pa je organiziral upor proti kitajskemu "podkralju". Leta 1285 je bil dosežen dogovor z blagim plačilom davka.
Precej resnejša je bila grožnja iz Vietnama. Abdicirani kralj (ali "cesar") Vietnama je leta 1301 prišel v kraljestvo Champa na svojem romanju in tamkajšnjemu kralju obljubil roko svoje hčere. Vendar se Vietnamci s tem niso strinjali, zato je kralj Champe leta 1306 ponudil dve svoji obmejni provinci (v današnjih Quang Tri in Thua Thien) kot nadomestilo. Trgovino so izničili kraljeva smrt, vrnitev princese (zaradi sežiga vdove) in nemiri v zadevnih provincah: začela se je vojna. Leta 1312 so Vietnamci osvojili kraljestvo Champa in ga naredili za provinco, dokler ni znova razglasilo neodvisnost pod vietnamskim podkraljem Che Ananom.
Kasneje v 14. stoletju, pod kraljem Che Bong Nga (vladal 1360–1390), je chamska protiofenziva proti Vietnamu izkoristila dinastični spor ob koncu dinastije Tran. Leta 1371 je Che Bong Nga osvojil glavno mesto Hanoj (Thang Long): napad, ki se je uspešno ponovil leta 1377 in 1383. Skupno je ta bojeviti kralj izvedel več kot deset napadov na Vietnam (Đại Việt). Ubit je bil v pomorski bitki, v kateri so Vietnamci uporabili ogromne količine novega strelnega orožja.
Po letu 1441 je država razpadla: državljanske vojne, menjave vladarjev in vietnamski posegi (npr. 1446) so oblikovali podobo. Končno so leta 1471 Vietnamci dokončno osvojili glavno mesto Vijaya. Odvisno od vira so pobili od 40.000 do 60.000 ljudi, ujetnike pa so pregnali na rt Varella. Današnja provinca Bình Định je bila vključena v Vietnam, kraljestvo je izginilo in nadomestile so ga majhne kneževine, odvisne od tributa Vietnamcem, ki so bile nato v 17. in 19. stoletju v celoti vključene v vietnamsko državo. Istočasno so se Chami izselili v Malako.

### Kauthara in Panduranga
Četrto chamsko središče je bila Kauthara, blizu današnjega Nha Tranga v provinci Khanh Hoa. Iz napisov in najdb je povezan z regijo Quang Nam, tj. primerljiva z Indrapuro, vendar je obstajala do konca 17. stoletja. Končni center je bil v Phan Rangu v provinci Ninh Thuận, v Pandurangi. Chamski kralji so stoletja vladali tudi v Pandurangi, nazadnje pod vietnamsko oblastjo do leta 1832.
V 8. in 9. stoletju so kitajsko-vietnamski kronisti regijo Panduranga in Kauthara omenjali kot "Huan-wang". Leta 744 so Malajci in Javanci napadli Kautharo in oropali številne templje, vendar jih je kralj Satyavarman zasledoval in premagal. Leta 787 je prišlo do novega javanskega napada. Satyavarman in njegovi nasledniki (8./9. st.) so prebivali v Pandurangi in so znani tudi kot graditelji npr. v svetišču Po Nagar pri Nha Trangu. Indravarman I. (vladal okoli 787/802) naj bi svojo vladavino razširil na celotno kraljestvo Champa.
Danes je še vedno nekaj sto tisoč Chamov in večina živi v provinci Ninh Thuan. Islam je med njimi razširjen najpozneje od 17. stoletja.

## Kultura
V chamski arhitekturi v palačah in templjih opazimo hindujski vpliv in indijski slog, ki so ga nato nadomestili vplivi iz kmerskega imperija in Jave. Indijci iz rek Godavari in Krišna bi lahko prišli v Champa že ob koncu 2. stoletja, kot nakazuje napis na stebru Vô-canh (o katerem so takrat razpravljali). Pisni dokazi, kot so napisi na kamnu, narejeni med 4. in 15. stoletjem, so napisani deloma v sanskrtu, deloma v starodavnem chamu ali v obeh pisavah. Verski kult ni nikoli dosegel razsežnosti kmerskega in templji Chamov so ostali preprosta svetišča v stolpih. Najprimernejši bogovi so bili Šiva in njegove žene ter njegov sin Ganeša. Vendar pa je tudi budizem imel samostane in templje od 9. stoletja.
Chami niso bili le pomorščaki, ribiči in gusarji, ampak tudi izkušeni kmetje z železnimi plugi in 12 metrov visokimi črpališči za namakanje. Veljali so tudi za dobre tkalce in kovinarje. Po kitajskih virih naj bi uporabljali zidano gradnjo že v 5. stoletju.
Indijskega kastnega sistema v Champi niso jemali preveč resno, ker ni mogel izpodriniti klanskega sistema indonezijskih otokov. Tako so se plemenite dame lahko poročile z moškimi iz nižjih kast, če so izhajali iz iste družinske skupine. Sežiganje vdov je bilo na kraljevem dvoru nekaj običajnega.
Očitno v Champi ni bilo organiziranega sistema kazenskega pravosodja. Družba je v veliki meri temeljila na suženjstvu. To dejstvo je odločilno prispevalo k zatonu. 
Zgodnji tempeljski reliefi kažejo, da so Chami igrali na paličaste citre, harfe (prim. indijska vina), piščali, okvirne bobne, činele in gonge. Kitajski popotnik Ma Tuan Ling iz 5. stoletja je omenil glasbila, od katerih so nekatera še danes v uporabi: dvostrunski lok (danes kahni),vrsta oboe (sarinai, izpeljanka iz indijskega shehnai), dvoglavi boben (ganang), majhen zvon (cheng) in bivolji rogovi. Večina glasbe je pripadala verskim obredom in je bila slogovno razdeljena glede na uporabo v obredih prehoda (poroke, pogrebi) in sezonskih festivalih. Plesna gledališča so uprizorila indijski ep Ramajana.